# Potápka rudokrká
Potápka rudokrká (Podiceps grisegena) je středně velká potápka rozšířená v severní,  střední a východní Evropě, západní a východní Asii, a v severozápadní části Severní Ameriky. V Česku v malém počtu pravidelně protahuje, ojediněle zimuje a velmi vzácně hnízdí. Jedná se o poměrně o nápadného vodního ptáka, pro jehož hnízdní šat je typický rudý krk, žlutá skvrna u kořene zobáku a bíle zbarvené líce a příuší, které ostře kontrastují s černým vrcholem hlavy. Zbytek těla je převážně hnědočerný a šedý, prostý šat je méně výrazný. Velikost těla se pohybuje kolem 40–46 cm.
Potápka rudokrká utváří dva poddruhy, a sice grisegena z Evropy a západní Asie, a holbollii ze západní Asie a Severní Ameriky. Pro poddruh grisegena je typickým hnízdním stanovištěm menší rybníček nebo jezírko s množstvím vodních rostlin, ve kterých hnízdí a nachází potravu v podobě hmyzu. Poddruh holbollii hnízdí i na velkých otevřených vodních plochách včetně Velkých Jezer a živí se hlavně rybami, k čemuž má dobře uzpůsobený zobák, který je oproti poddruhu grisegena delší a silnější. Potápka rudokrká hnízdí většinou samostatně. Samice snáší kolem 4–5 vajec, inkubaci zajišťují oba partneři po dobu kolem 21–23 dní. Po skončení hnízdění potápky rudokrké táhnou k moři, kde tráví zimu. Jedná se o málo dotčený druh, jeho populace je nicméně na pomalém ústupu.

## Systematika

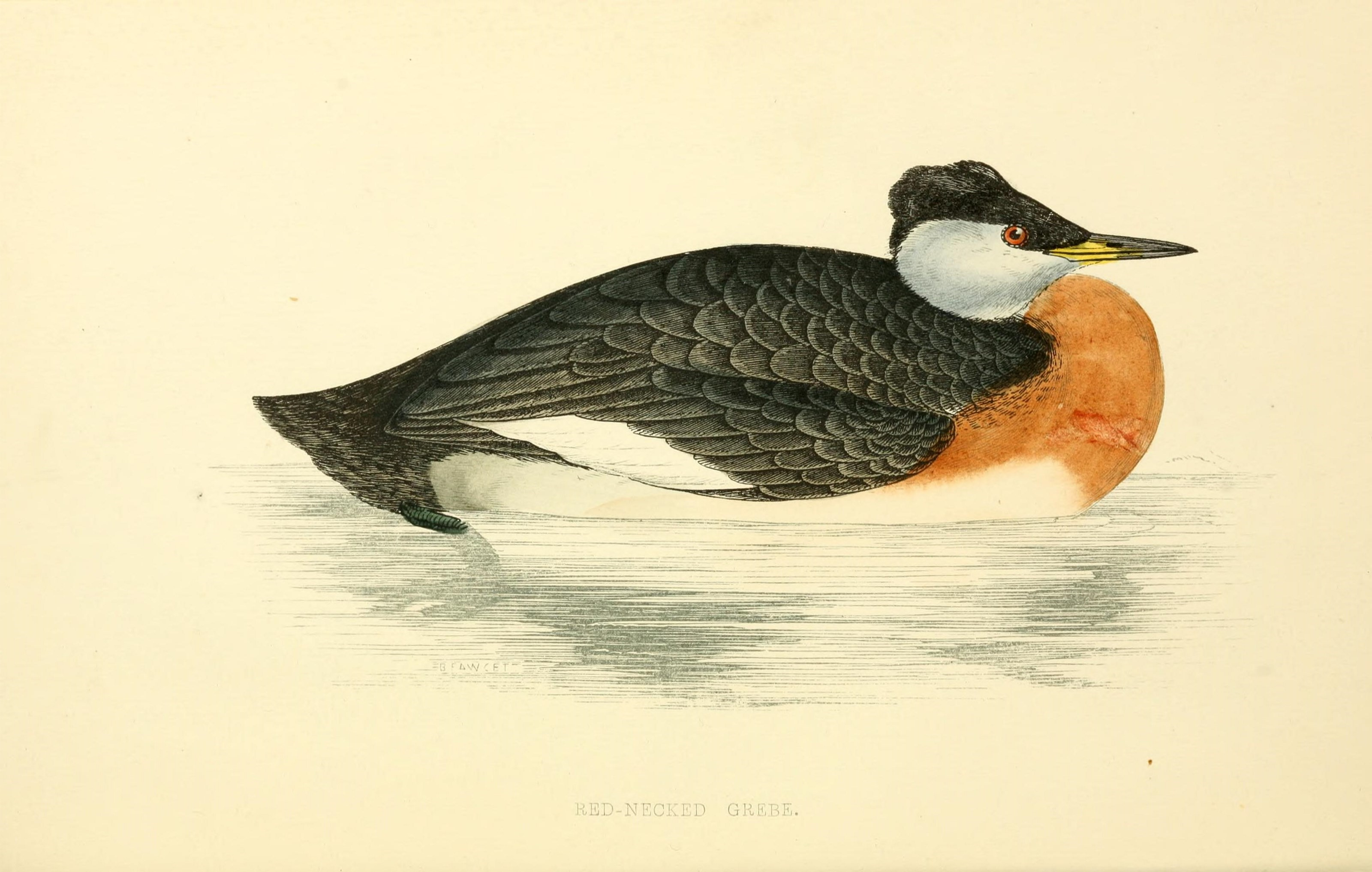
Ilustrace potápky rudokrké (60. léta 19. století)

Potápku rudokrkou formálně popsal v roce 1781 francouzský přírodovědec Georges Louis Leclerc de Buffon svém díle Histoire Naturelle des Oiseaux. Druh byl poté vyobrazen na ručně kolorované rytině francouzského přírodovědce Françoise-Nicolase Martineta v knize Planches Enluminées D'Histoire Naturelle, která byla zpracována pod dohledem Edme-Louise Daubentona. Ilustraci doprovázel Buffonův text. Žádná z těchto publikací však nezahrnovala vědecký název druhu. O přidělení binomického jména se postaral až nizozemský přírodovědec Pieter Boddaert v roce 1783, když ve svém katalogu Planches Enluminées druh pojmenoval jako Colymbus grisegena. Jako typová lokalita byla později určena Francie. Druhové jméno grisegena pochází z latinského griseus („šedý“) a gena („tvář“), což odkazuje na šedé / bílé líce dospělců v hnízdním šatu.
Moderní taxonomie druh zařazuje do početného, široce rozšířeného rodu Podiceps, který vytyčil anglický ornitolog John Latham v roce 1787. Rod Podiceps je druhově nejrozmanitějším rodem potápek a jeho zástupci se vyskytují na všech kontinentech kromě Antarktidy. Rod Podiceps zahrnuje některé z nejznámějších druhů potápek, jako je potápka roháč (Podiceps cristatus), se kterou je potápka rudokrká blízce příbuzná. Rozeznávají se dva poddruhy potápky rudokrké s následujícím rozšířením:
- P. g. grisegena (Boddaert, 1783) – od Skandinávie, střední Evropy a Balkánu přes Turecko po Kazachstán a středozápadní Rusko. Tato potápka má poměrně krátký zobák.
- P. g. holbollii Reinhardt, 1853 – Sibiř a Kamčatka, Aljaška a Kanada, vzácně Hokkaidó. Zobák je delší a silnější.

Rozdílná délka a tvar zobáku mezi poddruhy je dávána do souvislosti s potápkou roháčem, přímým potravním konkurentem potápky rudokrké. Potápka roháč se totiž vyskytuje pouze v Evropě a ve střední a západní Asii, tedy zhruba v oblastech výskytu poddruhu grisegena. Je možné, že potápka rudokrká se původně vyvinula jako rybožravá potápka v Severní Americe. Teprve později se rozšířila do Evropy a západní Asie, kde čelila potravní konkurenci s taktéž rybožravou potápkou roháčem, což nakonec přimělo evropskou populaci potápky rudokrké k zařazení mnohem většího podílu hmyzu do své stravy. Hmyzožravost se nakonec promítla i do tvaru zobáku poddruhu grisegena, jelikož kratší zobák se spíše hodí na chytání hmyzu, zatímco delší zobák poddruhu holbollii je vhodnější při chytání ryb. K fosilním nálezům druhu patří kosterní pozůstatky ze středního pleistocénu z Itálie.

## Popis

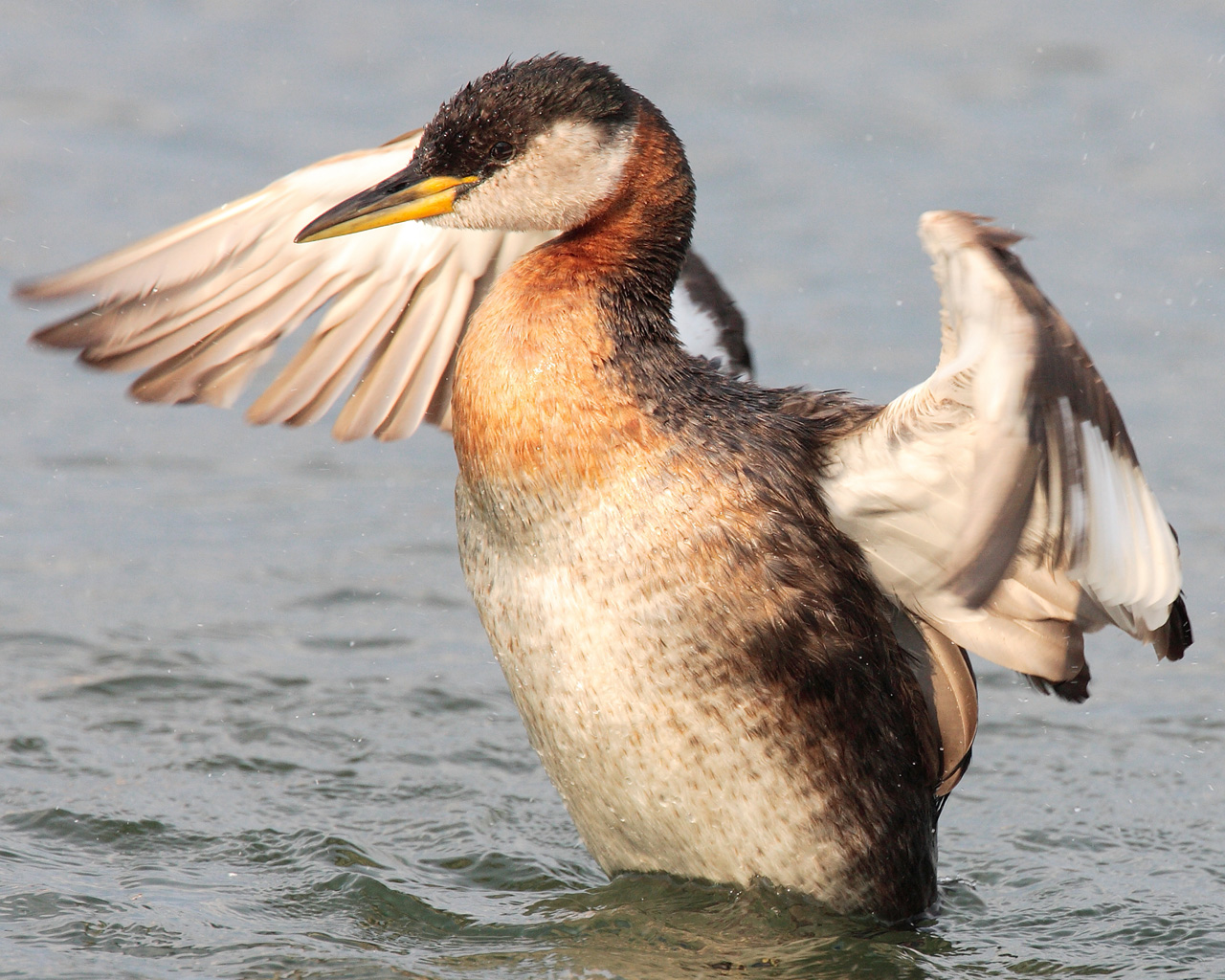
Hnízdní šat (Ontario)

Jedná se o středně velkou potápku s délkou těla kolem 40–46 cm. Je o trochu menší než potápka roháč, oproti které má zavalitější tělo. Váha potápky rudokrké se u samců pohybuje kolem 1000–1260 g, u samic kolem 950–1170 g. Křídlo samce je dlouhé v průměru 196 mm, u samice 190 mm. Jedná se o jedinou potápku s černým vrcholem hlavy, bílými tvářemi a kaštanovým krkem.
Opeření samce i samice je stejné. Stavební šat má černé čelo a horní část hlavy. Zadní část krku je černá, zbytek svrchní části těla je hnědočerný s pery s tenkými světle hnědými okraji. Líce, příuší, brada a horní část hrdla jsou bílé až šedé. Tato světlá barva ostře kontrastuje s horní částí černé hlavy, od které je oddělena tenkým bílým proužkem. Od spodního hrdla přes přední část krku po horní hruď je opeření kaštanové až bronzové. Spodina je bílá s černým kropením. Peří po stranách hrudi a krku je v horní části převážně hnědočerné, avšak blíže k tělu rezavé. Ramenní perutě a krovky jsou zespodu bílé, ruční letky šedohnědé s černými brky. Loketní letky jsou převážně bílé s občasnou příměsí hnědé. Krovky jsou shora většinou šedé, na vnitřní straně hnědočerné a malé krovky jsou bílé s občasnou příměsí rezavé. Zobák je černý, u kořene žlutý, duhovky tmavě hnědé. Nohy jsou černé, blány a vnitřní strana běháku jsou žlutozelené až žlutobílé.

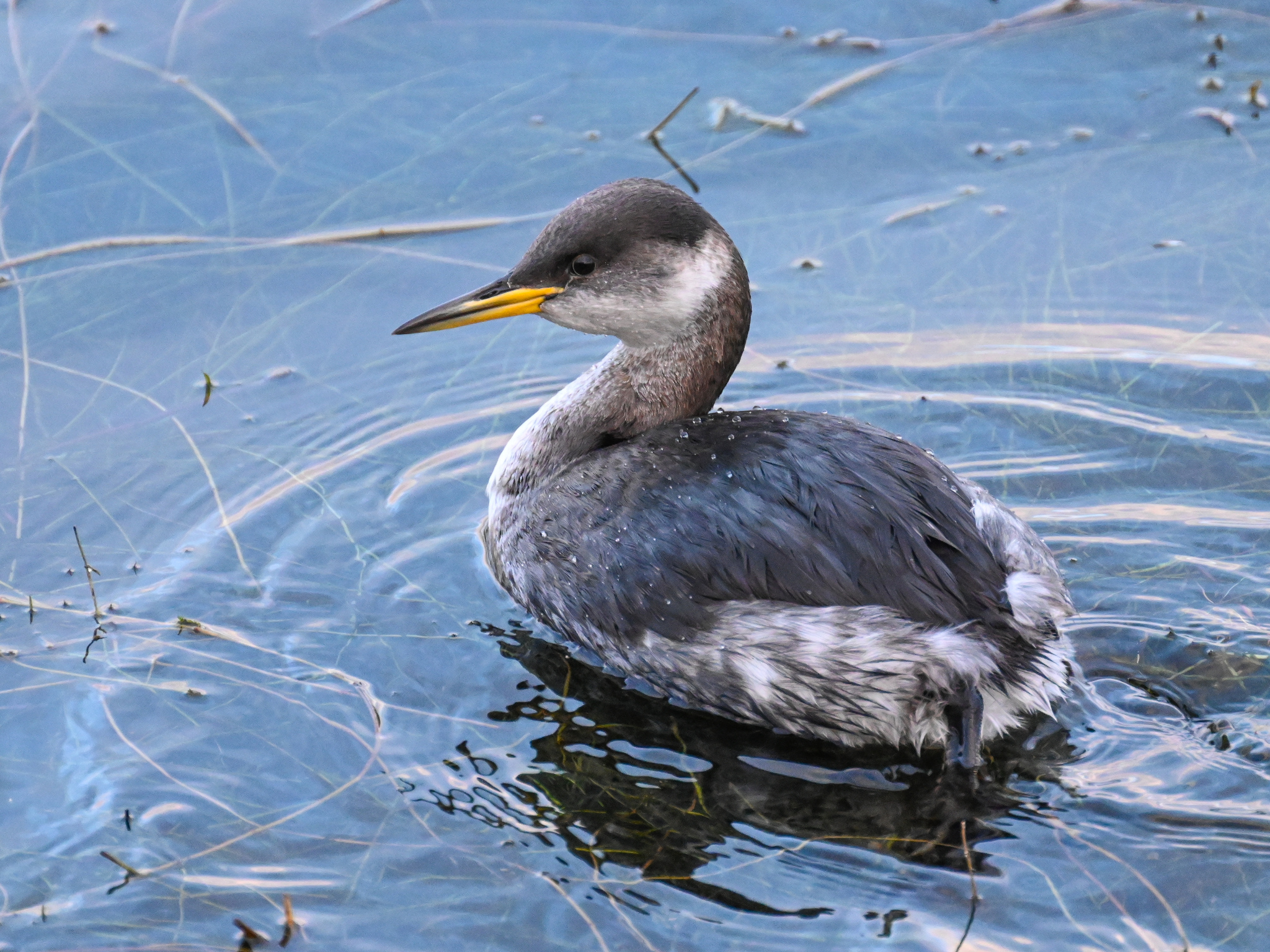
Prostý šat (Wales)

Zimní šat má šedohnědé čelo, horní část hlavy a zadní část krku. Zbytek svrchní části těla je tmavě hnědý, nicméně světlejší než ve stavebním šatu. Za okem a těsně pod ním je opeření šedohnědě strakaté. Líce, brada a horní část hrdla jsou bílé. Peří na spodní části hrdla a boční straně krku je hnědé s bílými konečky. Zbytek spodiny je bílý s jemnými hnědými flíčky po stranách, které jsou méně výrazné než ve stavebním šatu. Zobák je šedohnědý, u kořene žlutavý, nohy šedohnědé, a blány a vnitřní strana běháku jsou šedožluté.
Nedospělí jedinci se podobají dospělcům v prostém šatu, avšak tváře s příuším jsou bělavé a tmavě proužkované. Horní přední část krku spolu s bočními stranami krku jsou červenohnědé. Duhovky nedospělých ptáků jsou žluté.

## Výskyt a stanoviště

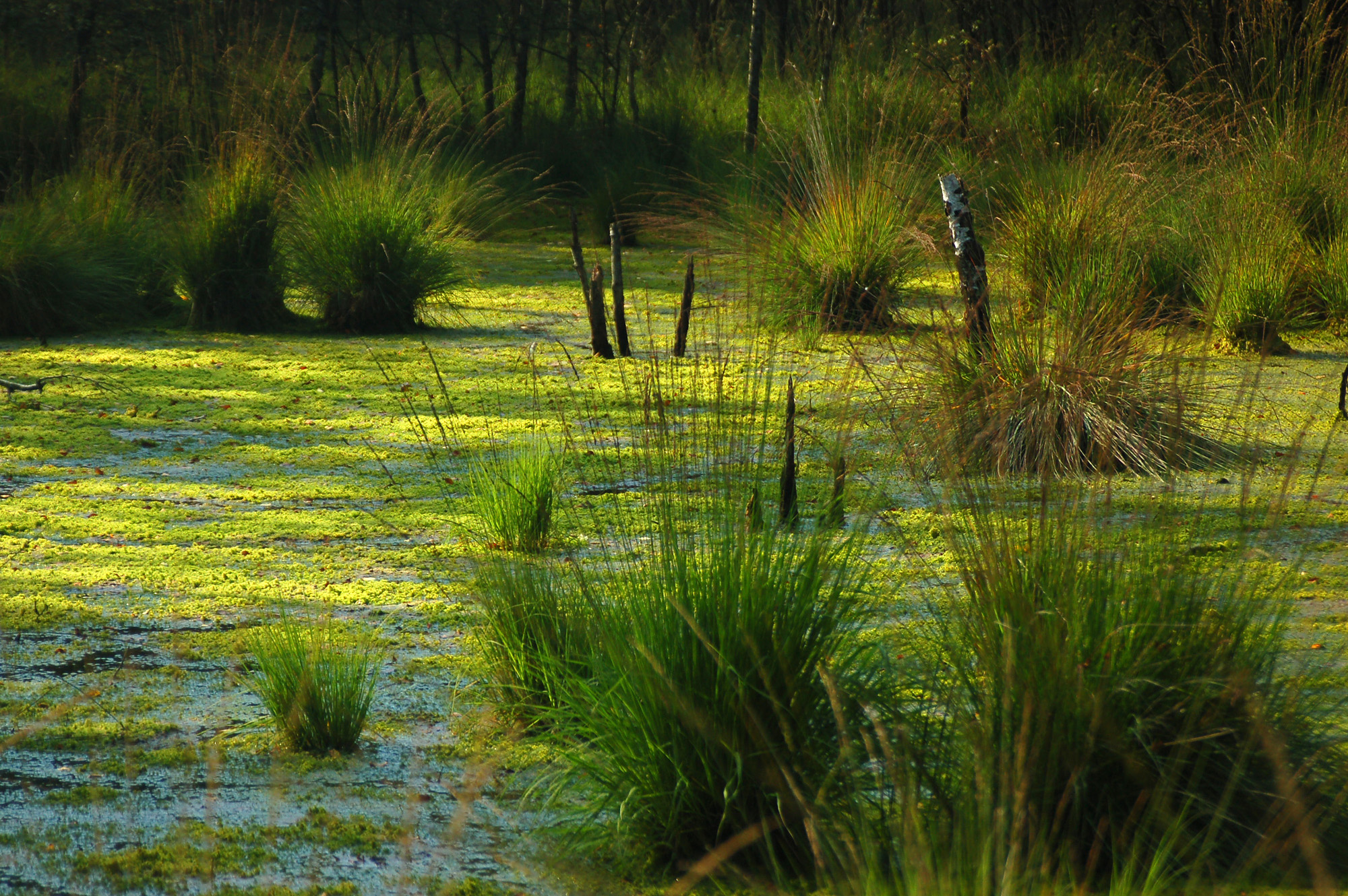
Typický hnízdní habitat potápek rudokrkých z Evropy – malá stojatá sladkovodní plocha s množstvím vodní vegetace (Lütt-Witt Moor, Německo)

Poddruh grisegena ze západního palearktu hnízdí od severozápadní a východní Evropy po středozápadní Asii včetně Pákistánu a Indie. Zimoviště tohoto poddruhu se nachází mj. v Baltském, Kaspickém, Černém, Severním moři a Středozemním moři včetně pobřeží severní Afriky. Pacifický poddruh holbollii obývá severovýchodní Asii od Sibiře přes Kamčatku po severovýchodní Čínu a severní Japonsko, a také západní Kanadu a severozápad Spojených států amerických. Zimoviště poddruhu holbollii zahrnují Japonsko, Korejský poloostrov, Kalifornii a východní pobřeží Spojených států na jih až po Floridu. Je známo několik případů transatlantických zatoulanců. Poddruh grisegena byl pozorován v Grónsku, a poddruh holbollii byl spatřen na Islandu, ve Skotsku, Norsku, Švédsku i Francii a Španělsku.
Hnízdní stanoviště druhu v Evropě představují mělké sladkovodní plochy, typicky jen menší rybníček či jezírko do 3 hektarů a do hloubky 2 m. Preferovaná je přítomnost menších jezerních či rybničních ostrůvků. Nezřídka zahnizďuje i ve slepých ramenech řek nebo v estuárech. Důležitá je pro evropské potápky rudokrké přítomnost vodních rostlin, jako jsou rákosy. V oblibě mají zejména rybníky s chovnými rybami, jako jsou kapři, kde potápky nacházejí velké množství potravy. V Severní Americe se také vyskytují převážně na mělkých vodních plochách, ty však mohou být zcela bez rostlin a mnohem větší než u evropských protějšků. Rozdíl v preferovaných habitatech patrně odráží rozdíl v jídelníčcích evropského a severoamerického poddruhu. Potápky rudokrké vyhledávají vodní plochy v blízkosti lesa, v severních oblastech tundry alespoň v blízkosti křovin.

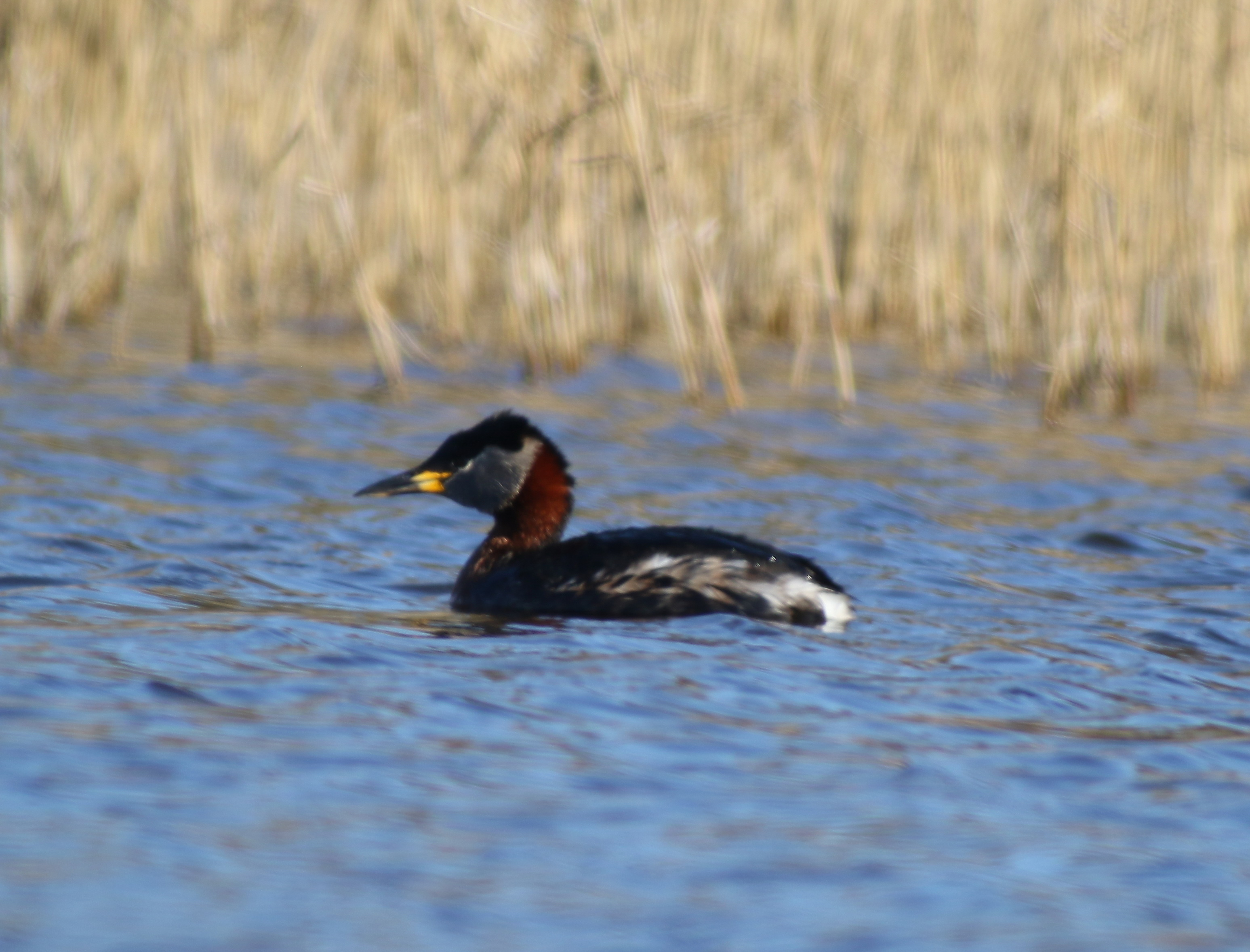
Potápka rudokrká v přirozeném prostředí (Dánsko)

Oba poddruhy jsou tažné. Na zimu přelétávají z vnitrozemí do mořských oblastí, kde přečkají chladné roční období v estuárech, chráněných zálivech i podél pobřeží v místech s mělkou vodou, ve které se snadno mohou potápět pro potravu. V případě mělkého moře se mohou vyskytnout i několik kilometrů od pobřeží. V západní Evropě patří k oblíbeným zimovištím potápek rudokrkých Baltské moře, mj. Kattegat, nebo severní pobřeží Polska, kde potápky rudokrké mohou tvořit hejna o tisících jedincích. Oblíbené jsou i norské fjordy s vysokou koncentrací menších ostrůvků. V Severní Americe není známo tolik typických zimovišť jako v Evropě, což naznačuje, že severoamerické potápky se tolik nesdružují do větších hejn, takže nejsou tak snadno postřehnutelné.

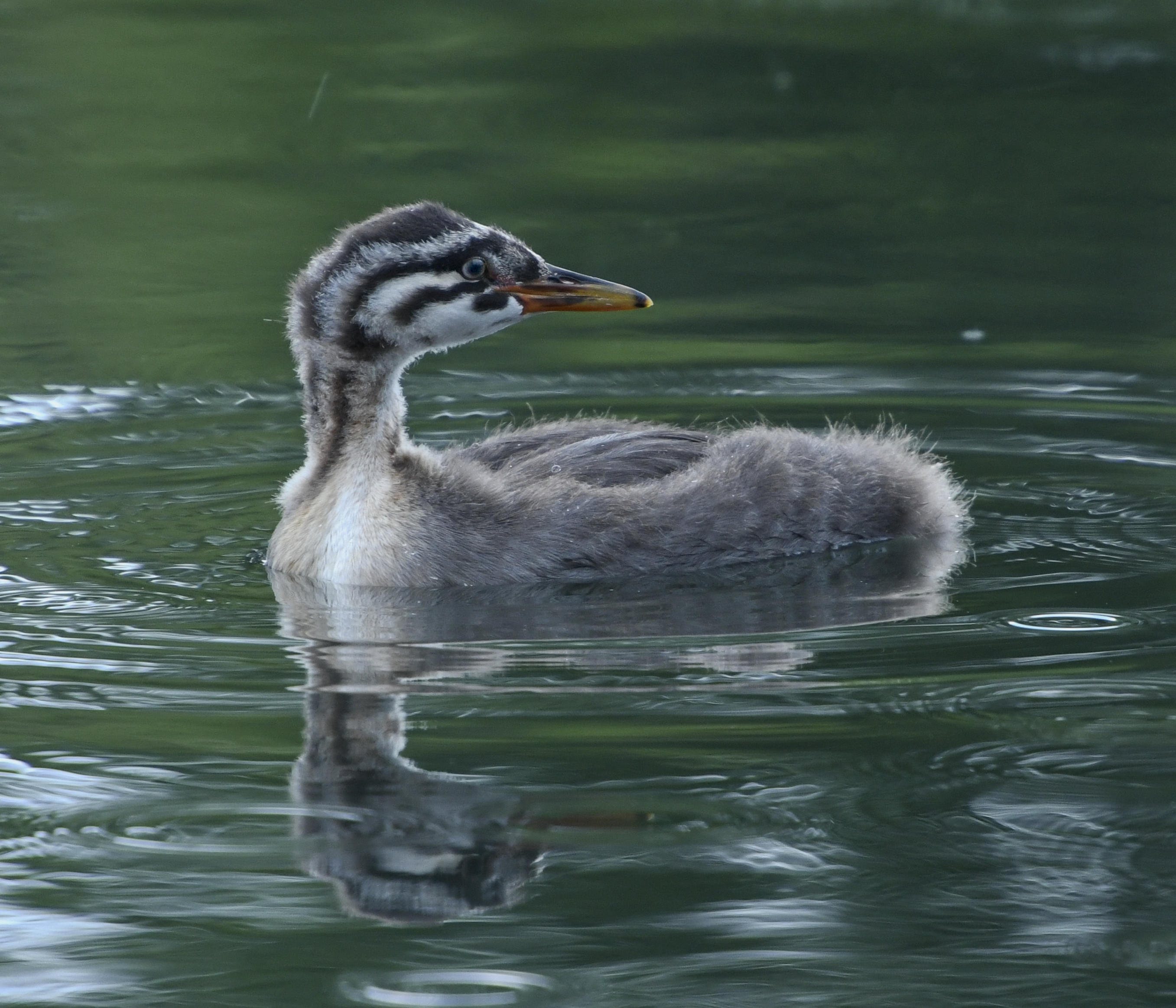
Mladý jedinec s výraznými pruhy na hlavě (Kanada)

K tahu dochází hlavně v noci, avšak přes otevřené vodní plochy, jako je oblast Velkých jezer, potápky mohou táhnout i za dne. U jihovýchodního cípu Hořejšího jezera bylo napočítáno během podzimní migrace od poloviny srpna do poloviny září až 18 000 táhnoucích potápek rudokrkých. Patrně tudy přelétává populace z Kanady, která raději zimuje na vzdálenějším atlantském pobřeží, protože zimování u pacifických břehů by vyžadovalo přelet Skalnatých hor. Tamější potápky táhly v menších skupinkách o několika jedincích, výjimečněji o několika desítkách ptáků. To naznačuje, že k tahu dochází v rodinných kruzích. Potápky táhly maximálně 50 metrů nad zemí, někdy jen těsně nad hladinou.

### Výskyt v Česku
V Česku potápka rudokrká v malém počtu pravidelně protahuje, ojediněle zimuje a velmi vzácně hnízdí. Na jaře ji lze zahlédnout od poloviny března do poloviny května, nejčastěji na přelomu dubna a května. Podzimní tah Českem probíhá od srpna do prosince. Potápky rudokrké jsou pozorovány v Česku samostatně, v párech nebo menších skupinkách. Pozorování 23 mladých potápek rudokrkých na Vavřineckém rybníce na Kutnohorsku v srpnu 2007 představovalo dosud největší hejno potápek rudokrkých pozorovaných na území Česka. K hnízdění na českém území dochází jen nepravidelně a velmi vzácně, typicky pouze v jednotlivých párech na severu země. Celkový počet hnízdních párů se pohybuje kolem 1–3. K zimování dochází vzácně především na řekách, jak ukazují pozorování na Dunaji, Vltavě a Labi. V rámci Česka se jedná o kriticky ohrožený druh dle vyhlášky 395/1992 Sb.

## Biologie a chování

### Chování
Jedná se o poměrně samotářského ptáka. Dospělci nemají významnějšího predátora. Předpokládá se, že dospělou potápku rudokrkou mohou občas ulovit draví ptáci. Na vejcích si pochutnává řada savčích predátorů a také někteří ptáci, jako je vrána černá. Ptáčata snad někdy uloví štiky. Potápka rudokrká stojí na vrcholu potravního řetězce močálovitých habitatů, a stav její populace tak může být dobrým indikátorem kvality celého místního ekosystému. Stanoviště potápky rudokrké se do značné míry překrývá s biotopem potápky žlutorohé (Podiceps auritus). V případě výskytu obou druhů potápek na stejné vodní ploše jsou potápky rudokrké typicky dominantním druhem a potápku žlutorohou postupně vytlačí.
Potápka rudokrká je hlavně v době hnízdění dosti hlučná. Ozývá se hlasitým „čerk, ček, čerk...“ nebo ponurým „aaúuuh“, které se mění ve vřískot podobný kvičení prasat nebo koňskému řehtání.

### Hnízdění

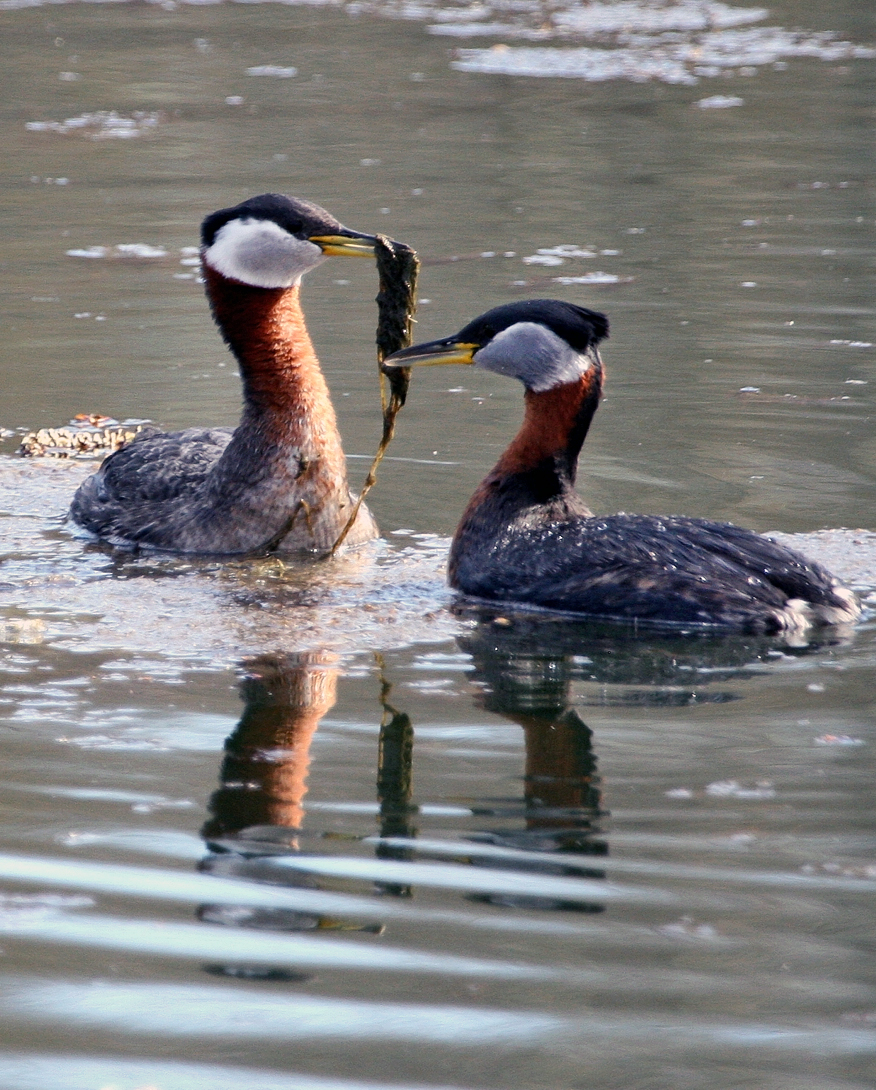
Namlouvací rituál zahrnující držení vodních rostlin v zobáku (Aljaška)

K zahnízdění dochází od dubna do srpna, ve vyšších zeměpisných šířkách ke konci tohoto období. Hnízdí samostatně, spíše výjimečně i v menších koloniích zahrnujících pouze několik hnízd. Hustota zahnízdění se pohybuje kolem jednoho hnízda na hektar, nezřídka i méně. Krátce po příletu do hnízdišť se potápky začínají ozývat hlasitým „řehtáním“, načež následuje párování a tok, i když některé páry se mohou zformovat již na zimovištích. Námluvní rituál je poměrně komplexní. Ve srovnání s některými jinými druhy potápek je více zaměřen na vokální projevy spíše než vizuální prvky. Namlouvací rituál zahrnuje např. vztyčený postoj potápek proti sobě, kdy ptáci obrátí hlavu na stranu a vydávají tiché „tek... tek.. tek...“. Někdy se samice pod vodou rozplave proti samci, u kterého se vynoří s naježeným peřím a šikmo nataženým tělem směrem k samci. Dalším vizuálním rituálem je pomalé vynořování nad hladinu s rostlinným materiálem v zobáku, kdy se potápky vynoří s napřímenými těly, načež se začnou vokálně projevovat. K páření dochází na okraji hnízda nebo platformy z rostlin, i když byly pozorovány i pokusy o spáření ve vodě.

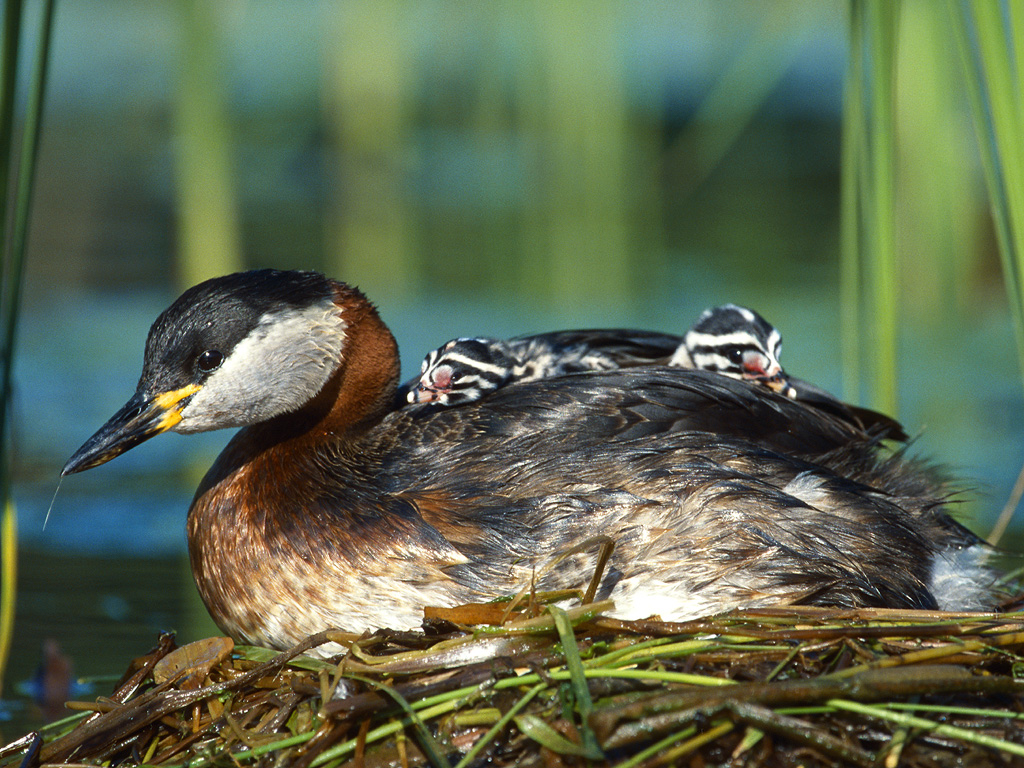
Ptáčata na zádech rodiče na hnízdě

Na stavbě hnízda se podílí oba partneři. Potápky rudokrké typicky začnou stavět několik platforem najednou, na kterých kopulují, avšak pouze jedna z nich je nakonec dostavěna na plnohodnotné hnízdo. Samice snáší 2–6, nejčastěji 4–5 vajec ve dvoudenních intervalech. Občas byly pozorovány i větší snůšky, avšak ty byly pravděpodobně sneseny dvěma samicemi. Oválná vejce jsou matná, špinavě bílá. Vejce má rozměr kolem 51×34 mm a váhu asi 31 g. Snáší většinou pouze jednu snůšku ročně, vzácněji může dojít i ke druhé snůšce. V případě časného zániku snůšky může dojít až ke čtyřem náhradním snůškám. V případě nedostatku potravy může nastat zavržení jednoho z vajec nebo jednoho z mláďat.
Inkubace oběma partnery trvá nejčastěji 21–23 dní, v chladnějších oblastech ještě o několik dní déle. Prekociální ptáčata se rodí asynchronně (v různý čas), občas i synchronně. Zatímco jeden z partnerů vyvede ptáče na vodu, druhý pokračuje v inkubaci. Ptáčata se rodí s prachovým peřím, které je světle a tmavě pruhované, nejvíce na hlavě. Ptáčata jsou krmena rodiči až do 8. či 10. týdne, načež dochází k jejich osamostatnění. Vedle potravy je ptáčatům podáváno i peří, které potápky polykají. K pohlavní dospělosti dochází ve druhém roce života, i když v prvním roce již může dojít ke spárování a zakládání teritorií.

### Potrava

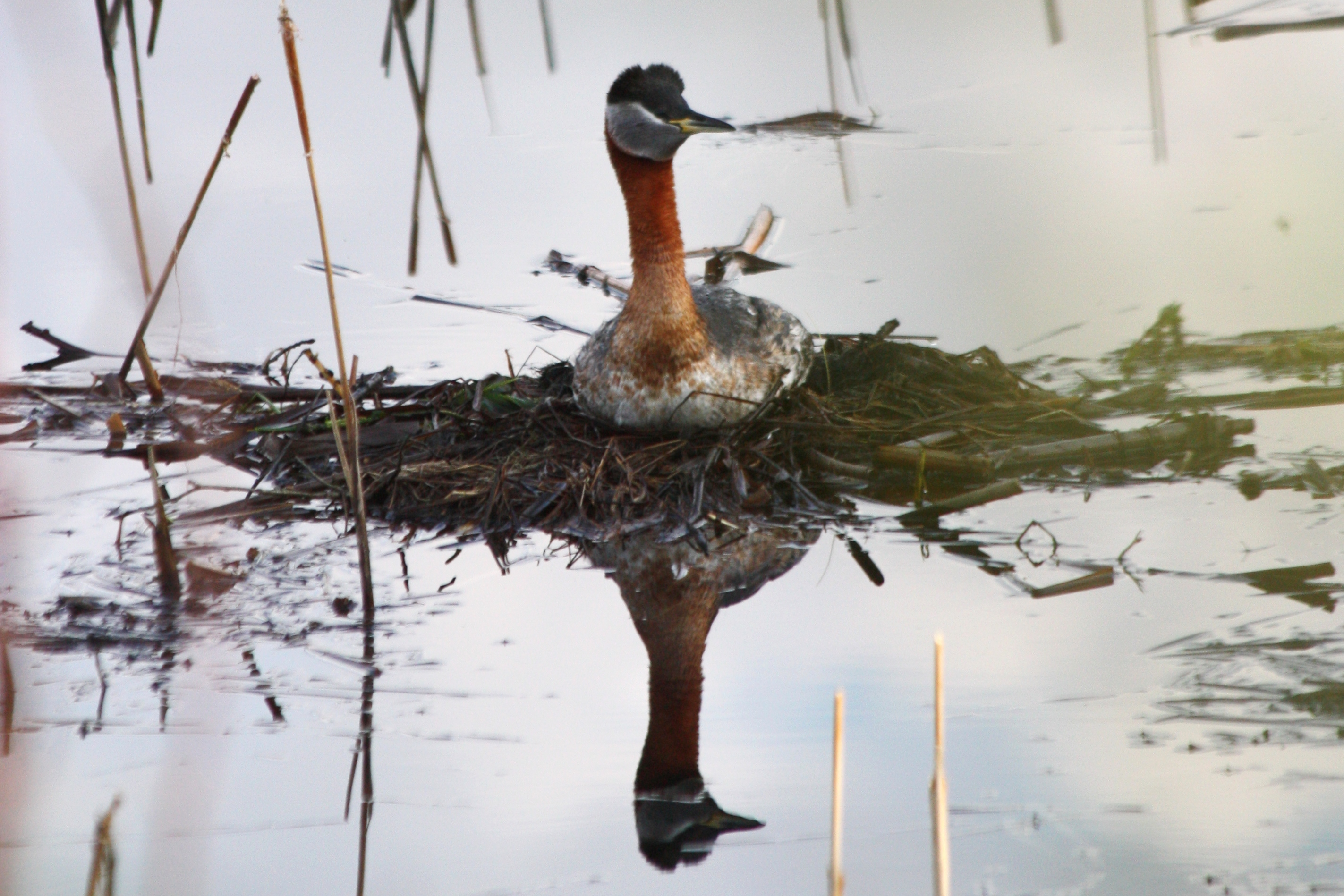
Pták na hnízdě (Národní park Denali, Aljaška)

Zatímco v jídelníčku evropského poddruhu grisegena dominují vodní bezobratlí a hmyz, u poddruhu holbollii to jsou hlavně menší rybky. V případě poddruhu grisegena hmyz dominuje pouze v době hnízdění. Na zimovištích na moři, kde bývá dostatek ryb, převažují v jídelníčku ryby i u poddruhu grisegena. Mláďata jsou v prvním týdnu krmena hlavně hmyzem, ve druhém týdnu je rodiče začínají přikrmovat malými rybkami. Na chovném rybníku s kapry v Polsku rodiče vykrmovali svá mláďata od druhého týdne velmi vydatně rybami, což patrně odráží bohatou rybí potravní nabídku na rybníku. Podle jedné ze studií potravních návyků poddruhu holbollii tvořily 55,5 % stravy ryby, 20 % korýši (Upogebia, Crago, Palaemonetes, Cambarus a Potamobius), 21 % vodní hmyz (ten nicméně mohl pocházet ze zažívacího traktu sežraných ryb) a zbytek utvářel rostlinný materiál.
Potápka rudokrká sbírá potravu pod vodou, hmyz může sbírat z vodní hladiny nebo z listů. Délka ponorů závisí na hloubce vody, avšak v zásadě je kratší než 30 vteřin. Maximální doba ponoru sahá až k jedné minutě. Ryby požírá hlavou napřed. Může je sežrat již pod vodou, v případě větších kusů se s nimi vynoří a pozře je při plavání na hladině. Ryby může zabít vehementním otřásáním nebo rozmačkáním hlavy zobákem, může však spolknout i živou rybu.

## Ohrožení
Celková populace druhu se odhaduje na 190–290 tisíc jedinců. Z toho se v Evropě nachází kolem 28–50 tisíc párů, což představuje asi 55–96 tisíc dospělců. Podle dostupných dat se zdá, že je populace na ústupu, který však není natolik rychlý, aby byla potápka rudokrká zařazena na seznam ohrožených druhů. Mezinárodní svaz ochrany přírody (IUCN) ji proto hodnotí jako málo dotčenou. K ohrožením potápky rudokrké patří introdukce větších dravých ryb do menších vodních ploch, což vede k rapidnímu snížení potravní nabídky potápek v podobě drobných vodních bezobratlých. K hojně introdukovaným predátorským rybám patří hlavně pstruzi. Na vodních plochách s dravými rybami se potápky rudokrké vyhýbají částem vodní plochy s těmito rybami.
Další významnou hrozbou jsou tenatové sítě, do kterých se potápky rudokrké snadno zamotají a utonou. Jen v Baltském moři se jedná o desítky až stovky uhynulých potápek rudokrkých ročně. K dalším ohrožením patří např. ropné skvrny, znečištění hnízdišť následkem eutrofizace nebo srážky s větrnými turbínami. Potápka rudokrká patří ke druhům, ke kterým se vztahuje Dohoda o ochraně africko-euroasijských stěhovavých vodních ptáků (AEWA).